# 수파촉 사라차트
수파촉 사라차트(태국어: สุภโชค สารชาติ, 1998년 5월 22일
~)는 태국의 축구 선수로, 포지션은 미드필더. 현재 J2리그의 홋카이도 콘사돌레 삿포로와 태국 축구 국가대표팀 소속으로 활동하고 있다.